# 朱温
梁太祖朱温（852年12月5日—912年7月18日），宋州砀山午沟里（今安徽省砀山县）人，五代時期後梁開國皇帝。
参与黄巢之亂失利後降唐，唐僖宗賜名朱全忠，在軍閥混戰中消滅秦宗權、朱瑄、時溥等對手，控制了河南和山東，後入關中擊敗李茂貞，將唐昭宗劫持到洛陽，又弑昭宗改立唐哀帝。公元907年废哀帝並称帝，建立后梁，改名朱晃。最後為三子朱友珪所殺，終年59歲。

## 早年
朱溫出生于大中六年（852年）12月5日，是家中第三子，宋州砀山午沟里（今安徽省砀山县）人。朱溫父親朱誠是個私塾教師，通達《五經》並講授之，人稱「朱五經」。朱溫年幼喪父，年少时是一個游手好閒、不务正业的无赖。
乾符四年（877年）朱溫参加黃巢軍，反抗朝廷，屡立战功，很快升为大将。大齐政权建立后，任同州防御使，率军攻打河中。由于受陷害，幾近滅亡，于是叛变降唐，投歸河中節度使王重榮。唐僖宗任朱溫為左金吾衛大將軍，充河中行营副招讨使，並赐名“全忠”。中和三年（883年）又被授以宣武軍節度使，随后击败黄巢。龍紀元年（889年）斬黃巢餘部蔡州節度使秦宗權，被封為東平王。

## 控制朝廷
天復元年（901年）昭宗被宦官韓全誨幽禁，宰相崔胤乃召朱全忠救駕。韓全誨不得已投靠鳳翔節度使李茂貞，朱全忠進攻鳳翔，鳳翔食盡待援。天復三年（903年），節度使李茂貞殺宦官韓全誨等七十餘人，與朱全忠和解，護送昭宗出城，昭宗又回到長安。不久朱全忠盡殺宦官數百人，廢神策軍，完全控制皇室。天復元年（901年）封为梁王。天祐元年（904年），朱殺宰相崔胤，逼迫昭宗遷都洛陽，八月壬寅夜，指使朱友恭、氏叔琮、枢密使蒋玄晖等人殺昭宗，另立其子李柷為帝，是為唐哀帝。天祐二年（905年），杀死哀帝最年长的九个兄弟，并在親信李振鼓動下，於滑州白馬驛（今河南滑縣境）一夕殺盡杀宰相裴樞、崔遠等朝臣三十餘人，投屍於河，史稱“白馬驛之禍”。年末，预备篡位称帝，让宰相柳璨、蒋玄晖谋划受九锡，蒋玄晖与太常卿張廷範认为天下未定不可过急，朱全忠不悦。宣徽副使蒋殷、赵殷衡素与蒋玄晖、张廷範不和，趁机诬告他们与柳璨对何太后盟誓复唐，朱全忠怒，遣使杀蒋玄晖，密令蒋殷、赵殷衡在积善宫缢杀何太后，迫哀帝下诏称太后系秽乱宫闱自杀谢罪，追废为庶人，停新年郊礼。又贬杀柳璨、张廷範。

## 篡唐稱帝
開平元年（907年）廢唐哀帝（李柷），自行称帝，改名为晃，建都開封，国号为“梁”，史称“后梁”，后人称为后梁太祖。封李柷為濟陰王，次年又殺李柷，自此唐朝結束289年名義的統治。在位時頗重視農業發展，下令兩稅法之外不得妄有科配，并曾因侄子朱友谅不恤灾民却进献瑞麦怒罢其官；但亦因連年戰事，民不聊生，開平四年（910年）發生柏鄉之戰并战败。乾化二年（912年）被三子朱友珪刺杀，终年59岁，在位6年。

## 身後
朱友珪將朱溫的遺體用破帳裹起埋在寢宮地下，秘不發喪，矯詔殺害朱友文後登基，將朱溫的遺體挖出改葬。後梁滅亡後，后唐莊宗下詔誅殺朱溫子孫，拆除後梁宗廟，追廢朱溫和朱友貞為庶人，並拆毀朱溫墳墓的殿宇。

## 评价
后唐莊宗：“逆溫碭山傭隸，巢孽餘凶。當僖宗奔播之初，我太祖掃平之際，束身泥首，請命牙門，包藏奸詐之心，惟示婦人之態。”“聖朝以方切招懷，顯行恩渥，使從賊將，委以齊壇，錫全忠之嘉名，居夷門之重地。爾後連侵四鎮，疊擁雙旌，非聖朝恩澤不深，非聖朝有負此賊，而乃結連奸逆，攻逼河岐，謀害近臣，劫遷鑾輅，終成大逆。遂弑昭皇，殺戮宗枝，逼辱妃後，萬民相顧而節淚，百辟飲恨以吞聲。以致神堯萬代之基，陷入碭山豎子之手，人祇痛恨，天地慘傷。”
《旧五代史》食货志：梁祖之開國也，屬黃巢大亂之後。以夷門一鎮，外嚴烽侯，內辟汙萊，厲以耕桑，薄以租賦，士雖苦戰，民則樂輸，二紀之間，俄成霸業。
毛泽东：“朱温处四战之地，与曹操略同，而狡猾过之。”

## 家庭

### 妻
1. 張氏，开平二年，追封贤妃[12]。《舊五代史》引《北夢瑣言》曰：“梁祖魏國夫人張氏，碭山富室女，父蕤，曾為宋州刺史。溫時聞張有姿色，私心傾慕，有麗華（陰麗華）之嘆。及溫在同州，得張于兵間，因以婦禮納之。”《新五代史》裏說她「賢明精悍」。

### 妾
1. 第二夫人武威郡君石氏，静难功臣、金紫光禄大夫、武威县开国男、食邑三百户石彦辞妹[13]
2. 昭仪陈氏
3. 昭容李氏
4. 美人段氏，段凝妹[14]
5. 某氏，朱瑾妻
6. 王氏 王仪容

### 兄
1. 广德靖王朱全昱
2. 朗王朱存

### 子女

#### 子
1. 郴王朱友裕，904年卒
2. 郢王朱友
3. 福王朱友璋
4. 贺王朱友雍
5. 建王朱友徽
6. 康王朱友孜，915年为朱友贞所杀
7. 末帝（均王）朱友贞，正妻张氏所生

#### 義子
唐末藩镇将帅中流行收养义子，朱温也收养了多名义子，其中朱友文最受宠，曾欲立为嫡子，病重时也曾召他入朝，托付后事。
1. 博王朱友文（原名康勤）
2. 冀王朱友謙（原名朱簡）
3. 左龍虎統軍朱友恭（原名李彥威），904年伏诛并恢复本名
4. 朱友讓（原名李七郎、李让）
5. 朱汉宾，军校朱元礼子

#### 女兒
- 安陽公主，長女。嫁罗绍威子罗廷规
- 長樂公主，嫁赵犨子赵岩
- 金華公主，罗廷规继室，后出家为尼
- 普寧公主，嫁王镕子王昭祚
- 真寧公主

## 影視形象

### 電視劇
| 年份   | 地區     | 作品         | 演員   |
| 1982年 | 無綫電視 | 《十三太保》 | 刘兆铭 |
| 2020年 | 中國     | 《狼殿下》   | 丁勇岱 |

### 電影
| 年份   | 地區 | 作品         | 演員 |
| 1970年 | 香港 | 《十三太保》 | 陈星 |